# باشگاه فوتبال لانگول گرین اسپورتس
باشگاه فوتبال لانگول گرین اسپورتس (به انگلیسی: Longwell Green Sports Football Club) یک باشگاه فوتبال در شهر لانگول گرین، کشور انگلستان است که در سال ۱۹۶۶ میلادی تأسیس شده‌است.